# 周文育
周文育（509年—559年），字景德，舊名项猛奴，義興郡阳羡縣人，原籍新安郡壽昌縣。

## 生平
项猛奴十一歲時能跳高五、六尺。早年孤貧，天监十八年（519年）被義興人周薈收養並改名，又讓兄子周弘讓教他读书。侯景之亂時，随陈霸先入建業（南京），周文育与杜僧明同为前军，攻克蘭裕。
太平二年（557年）二月，平西将军周文育讨伐广州刺史萧勃。永定三年（559年）五月，與周迪、巴山太守熊昙朗一起攻讨余公颺。王琳部将曹慶下令偏将常眾愛抵抗周文育。周迪战败，不知去向，周文育退守金口（江西省新建县西南）。熊昙朗忽生异心，阴谋叛变。周文育监军孙白象得知此事，議殺熊昙朗，周文育不肯。這時周迪寫信給文育，五月二十九日，文育將信轉呈給熊昙朗，熊昙朗在宴席上诛杀周文育，投降常众爱。有子周寶安。

## 延伸阅读
[在维基数据编辑]
 《陳書·卷8》，出自姚思廉《陳書》
 《南史/卷66》，出自李延壽《南史》